# Foucquet
Foucquet (stavas ibland även Fouquet) var en fransk konstnärsfamilj verksam vid uppförandet av Stockholms slott.:
- Far: Bernard Foucquet d.ä., egentligen Jacques Foucquet den äldre, (född 1639 i Abbeville i Picardie i Frankrike, död 1731 vid 92 års ålder i Frankrike), verksam i Stockholm 1695-1711.[1][2]
  - Son (1): Jacques Foucquet, ibland även Jacques Foucquet den yngre, (född och död okänt år, verksam i Sverige 1694-1702), äldre bror till Bernard Foucquet d.y., arbetade vid Stockholms slott samtidigt som fadern Jacques Foucquet den äldre.
  - Son (2): Bernard Foucquet d.y. (född okänt år, död 1731),[1] arbetade vid Stockholms slott samtidigt som fadern Jacques Foucquet den äldre.